# Stenopsyche chagyaba
Stenopsyche chagyaba är en nattsländeart som beskrevs av Tian 1985. Stenopsyche chagyaba ingår i släktet Stenopsyche och familjen Stenopsychidae. Inga underarter finns listade i Catalogue of Life.